# Биг Босс (Metal Gear)
Биг Босс (яп. ビッグ・ボス Биггу Босу, англ. Big Boss), также известный как Нейкид Снейк (яп. ネイキッド・スネーク Нэйкиддо Сунэ:ку, англ. Naked Snake) или просто Снейк (англ. Snake) — один из центральных персонажей в серии видеоигр Metal Gear, выступающий в разных играх в роли протагониста, союзника или противника игрока. Согласно сюжетам игр, Биг Босс является легендарным бойцом, командиром спецназа, участником многих войн и секретных операций, сначала на службе США, позже в качестве независимого наемника. Он также становится «отцом» для Солида Снейка и нескольких других персонажей серии; его влияние ощущается в каждой игре серии, даже в тех играх, где Биг Босс не появляется во плоти. Биг Босс был помещен порталом IGN на 32 место в списке лучших игровых злодеев, составленном в 2010 году.
В игре Metal Gear 2: Solid Snake Биг Босс имел портретное сходство с шотландским актёром Шоном Коннери. В играх о молодости Биг Босса его озвучивали те же актёры, что и Солида Снейка — Акио Оцука в японской версии игры и Дэвид Хейтер в английской; в английских версиях Metal Gear Solid V: Ground Zeroes и Metal Gear Solid V: The Phantom Pain вместо Хейтера персонажа озвучивал Кифер Сазерленд.

## История

### Ранние игры серии
В игре Metal Gear (1987) Биг Босс впервые был представлен в качестве командира главного героя — Солида Снейка. Снейк при проникновении в крепость Аутер-Хэвн общался с Биг Боссом по радиотелефону, получая команды и советы. В течение игры поведение Биг Босса менялось, он начинал давать игроку ложные советы; ближе к концу игры спасённый заложник сообщал игроку, что Биг Босс — командир вражеских сил, правитель Аутер-Хэвн. Кульминационным моментом игры была перестрелка между Снейком и Биг Боссом. Биг Босс в этой игре являлся карикатурным, грубо очерченным злодеем. Хотя первая игра серии закончилась победой над Биг Боссом, он вновь появлялся в качестве главного злодея, возвращённого к жизни с помощью кибернетических технологий, в обеих играх-продолжениях 1990 года — «официальном» Metal Gear 2: Solid Snake и «неофициальном» Snake's Revenge. В Metal Gear 2: Solid Snake Биг Босс является более глубоким и проработанным персонажем, чем в Metal Gear: будучи носителем зловещих планов, он также заботится о детях и бойцах сопротивления, которых берёт под своё крыло. Он считает войну смыслом жизни для таких, как он сам и Солид Снейк, и поэтому полагает своим долгом непрерывно поддерживать конфликты, превращая жертв в новых солдат. В конце игры Солиду Снейку вновь удалось победить его, используя импровизированное оружие.

### Поздние игры оСолиде Снейке
В последующих играх о Солиде Снейке Биг Босс оставался персонажем второго плана — погибшим воином-мучеником, чье наследие служило источником вдохновения для злодеев. Тем не менее, в этих играх разработчик Хидэо Кодзима изменил отношения Снейка и Биг Босса: было заявлено, что Биг Босс являлся отцом Солида Снейка — точнее, согласно сюжету Metal Gear Solid (1998), Солид Снейк появился на свет в результате программы клонирования человека, использовавшей генный материал Биг Босса. Главный злодей игры, Ликвид Снейк, также был клоном, рождённым в результате этой программы, и пытался воссоздать Аутер-Хэвн, населив его гражданами-солдатами — также носителями ДНК Биг Босса, его «сыновьями». Такое переосмысление отношений героев придало обращённой к Снейку речи Биг Босса из Metal Gear 2: Solid Snake новый, более мрачный смысл. Несмотря на свою предполагаемую гибель в ранних играх серии, Биг Босс вновь появился во плоти в финале Metal Gear Solid 4: Guns of the Patriots (2008), чтобы вновь умереть, на этот раз окончательно; здесь он является таким же склонным к монологам философом, как и в Metal Gear 2, но в Metal Gear Solid 4 Биг Босс одерживает моральную победу над Солидом Снейком, завершая растянувшееся на многие игры повествование.

### Игры о Биг Боссе
Сам Биг Босс является протагонистом в нескольких играх серии, начиная с Metal Gear Solid 3: Snake Eater (2004), где действует как оперативник ЦРУ под псевдонимом «Нейкид Снейк». Сместив действие серии Metal Gear во времена Холодной войны, Хидэо Кодзима изменил её общее настроение: теперь игры были посвящены не противостоянию Солида Снейка и страдающих мегаломанией злодеев, а, напротив, падению трагического героя, с самого начала оказавшегося пешкой в чужих руках. В Metal Gear Solid 3 было сообщено настоящее имя Нейкида Снейка — Джон (сокращённое Джек); его наставницей была Босс — женщина, сыгравшая важную роль в победе союзников во Второй мировой войне. Биг Босс был принужден правительством США убить Босс, после чего разочаровался сложившейся расстановкой сил в мире и вместе со своим бывшим командиром, Майором Зеро, создал организацию Патриотов, врагом которой позже стал. Последующие игры серии — Metal Gear Solid: Portable Ops (2006), Metal Gear Solid: Peace Walker (2010), Metal Gear Solid V: Ground Zeroes (2014) и Metal Gear Solid V: The Phantom Pain (2015) — демонстрируют его путь от героя к злодею: расставшись с иллюзиями ранних лет, он создаёт собственную армию наемников. Metal Gear Solid V: The Phantom Pain вновь пересматривает историю Биг Босса, вводя персонажа-двойника — Венома Снейка, который занимает место Биг Босса во главе армии наемников и искренне считает, что он и есть Биг Босс; Metal Gear Solid V также переписывает историю предыдущих игр, заявляя, что именно Веном Снейк под маской Биг Босса выступал противником Солида Снейка в финале Metal Gear, тогда как «настоящий» Биг Босс был антагонистом Metal Gear 2: Solid Snake. Веном Снейк также проходит путь от исполненного благих намерений идеалиста до хладнокровного убийцы собственных друзей, и до откровения о подмене героя его история органично воспринимается как история грехопадения Биг Босса.